# Magic Magic
Magic Magic (bra:Viagem Sem Volta) é um filme de suspense e terror psicológico lançado em 2013.

## Enredo
Alicia, faz sua primeira viagem para fora dos Estados Unidos, indo para o Chile com sua prima Sarah que está estudando para acompanhá-la em uma viagem com o namorado de Sarah, Agostinho, assim como sua irmã Barbara e seu amigo Brink. No entanto, Sarah logo recebe um telefonema que a faz lembrar de um exame importante que ela não pode perder. Alicia fica nervosa sobre ser deixado sozinho com um grupo de amigos de Sarah, mesmo sabendo de que Sarah vai estar de volta em apenas um dia. Vários eventos inesperados ao longo da jornada fazem Alicia pensar que Barbara está irritada com a sua presença.
Todos eles finalmente chegar à ilha, onde Alicia fica cada vez mais isolada devido à falta de um sinal de telefone para contatar Sarah e Brink encontra-se mais egocêntrico e antagonista. Agostinho convida-la para uma caminhada na manhã seguinte, onde ela se torna aborrecido após Brink matar uma arara. Ela foge para as montanhas e encontra um sinal de telefone para ligar para Sarah, que diz que ela vai ter que ficar na cidade por mais um dia. Alicia fica irritada, chamando o grupo de "sádicos", mas o sinal cai antes de Sarah poder responder. Alicia retorna para Agostinho e Brink, também encontra um cão pastor que quer transar com sua perna. Ela recua em desgosto e Brink ri e Agostinho persegue o cão longe.
Mais tarde, Alicia continua a ser ridicularizada por Brink sobre o incidente até que ela se assusta e chuta-o no nariz. Ela consegue ligar para Sarah novamente, que chega à ilha no dia seguinte e fala sobre à chamada da noite anterior, mas Sarah diz que ela não recebeu uma chamada dela.
O grupo decide pular do penhasco e mergulhar na água. Todos conseguem realizar o mergulho, mas Alicia torna-se extremamente medrosa. Em última análise, ela tem um ataque de vertigem e é trazido de volta para a cabine. Sarah fica preocupado que Alicia não parece bem devido à falta de sono, mas o grupo não presta muita atenção. Naquela noite, Agostinho demonstra a hipnose em Alicia, que eles acham que começa a soltar-se quando ela executa as tarefas que Brink - em brincadeira - ordena que ela faça. No entanto, ela sai do transe hipnótico quando ele diz para ela colocar a mão na lareira e ela queima-se.
Sarah coloca Alicia para a cama após o incidente e folhas com Agostinho. Alicia, no entanto, começa a sofrer alucinações de Sarah e Brink na sala. Mais tarde durante a noite, ela vagueia ao redor da casa e ouve vozes dos outros falando sobre ela com desprezo, mas encontra apenas Brink dormindo, quando ela investiga. Em seu quarto, ela encontra o rifle e momentaneamente visa-o nele, antes de puxar para baixo suas calças e acordá-lo, forçando seu rosto em sua virilha. Quando Sarah retorna à cabine, ela percebe que Alicia cobriu todos os espelhos.
No dia seguinte, Brink furiosamente confronta Alicia, mas ela fica perturbada e nega que isso alguma vez aconteceu. Como Sarah e Agostinho tenta acalmar a situação, Alicia foge e cai em prantos na frente de Melda, outro morador da ilha. Melda leva-a com o grupo a sua casa, onde ela trata da queimadura de Alicia com remédios à base de plantas. Todos eles em seguida trazem Alicia para a cabine e colocam-a para a cama novamente. Sarah sugere ao grupo que Alicia deve ser levada para um hospital, mas é dito que o mais próximo é de seis horas de distância. Eles então descobrem que ela escapou do seu quarto durante a noite e consumiu tudo de pílulas para dormir de Barbara; após intensa procura da ilha, o grupo descobre que Alicia voltou para a face do penhasco. Todos tentam acalmá-la, mas ela salta.
O grupo desesperadamente trazem Alicia de volta para Melda, onde ela finalmente sofre um colapso mental completo. Melda lhe traz o curador da ilha, que começa um ritual antigo que envolve o corpo de um cordeiro e música ritualística. Sarah começa a entrar em pânico quando Alicia torna-se calma e está convencida de que ela morreu; o curador insiste que a alma de Alicia apenas deixou seu corpo temporariamente para a purificação. O filme termina como o grupo trazendo Alicia para o continente em um barco a motor, com Sarah desesperadamente tentando reviver sua prima.

## Elenco
- Juno Temple ... Alicia
- Emily Browning ... Sarah
- Michael Cera ... Brink
- Catalina Sandino Moreno ... Barbara
- Agustín Silva ... Agustín
- Vicente Lenz Burnier ... Extra

## Recepção
Magic Magic recebeu críticas mistas a positivas dos críticos. O site agregador de críticas Rotten Tomatoes relata que 67% dos críticos deram ao filme resenhas positivas, com base em 36 opiniões. No Metacritic, o filme tem uma classificação de 59 de 100 com base em 7 críticos, indicando "críticas mistas ou médias".